# Savanna Samson

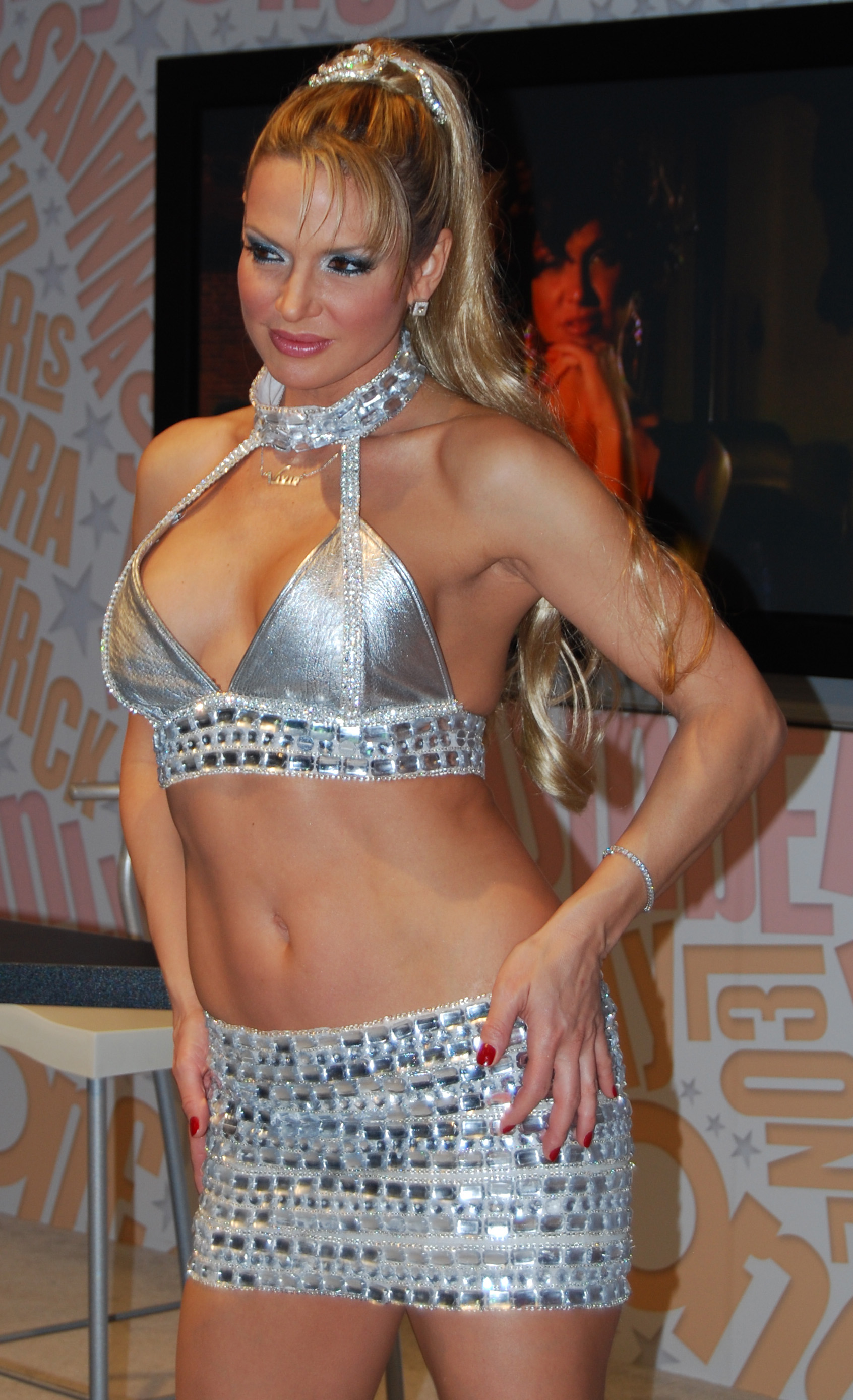
Savanna Samson

Savanna Samson (Natalie Oliveros, n. 14 octombrie 1967, Rochester, New York) este o actriță porno americană.
Ea și-a început cariera ca balerină, apoi a dansat strip-tease în localuri din New York. Din anul 2000 apare în filme porno alături de Rocco Siffredi. Până în prezent a jucat în peste 30 de filme de acest gen, fiind de mai multe ori premiată.

## Premieri
- 2004: AVN Award Best Actress - Film für Looking In
- 2005: AVN Award Best All-Girl Sex Scene - Film zusammen mit Jenna Jameson im Remake von The Masseuse
- 2005: Eroticline Award Beste Darstellerin USA
- 2005: XRCO Award Best Actress
- 2006: AVN Award Best Actress-Film für die Rolle in "The New Devil in Miss Jones" (Remake von The Devil in Miss Jones)
- 2007: GayVN Awards Best Non-Sex Performance—tie für ihre Rolle in Michael Lucas' La Dolce Vita
- 2008: AVN Award Best Group Sex Scene - Film im Remake Debbie Does Dallas ... Again (zusammen mit Stefani Morgan, Monique Alexander, Evan Stone, Christian und Jay Huntington)
- 2011: AVN Hall of Fame